# Kritische Schichtdicke
Die kritische Schichtdicke ist ein zellbiologischer Begriff und bezeichnet bei mehrzelligen Lebewesen die Tiefe innerhalb eines Zellhaufens, ab der die Versorgung der Zellen mit Nährstoffen problematisch wird.

## Eigenschaften
Für einzellige Lebewesen, zum Beispiel Amöben, sind Versorgung und Entsorgung in der Regel relativ leicht zu sichern:
Der extrazelluläre Raum ist sehr viel größer als das Zellvolumen und der Energievorrat daher sehr viel größer als der Energieverbrauch. Außerdem sind die Wege für den Stoffaustausch sehr kurz. Oft können sich die Zellen fortbewegen oder mit Wimpern Strömungen in dem sie umgebenden Medium erzeugen.
Bei allen höheren Lebewesen liegen dagegen viele Zellen dicht gepackt beieinander. Die Spalträume zwischen benachbarten Zellen, das Interstitium, sind oft nur Nanometer breit. Entsprechend ist das Volumen des Nährmediums, das eine einzelne Zelle des Haufens umgibt, sehr klein im Verhältnis zum Zellvolumen und der Energievorrat in unmittelbarer Umgebung der Zelle viel kleiner als ihr Energiebedarf. Das extrazelluläre Medium muss deshalb ständig erneuert werden. Dieser Stofftransport erfolgt hauptsächlich durch Diffusion in Richtung eines Konzentrationsgefälles. Die Transportwege und die für den Transport benötigte Zeit werden aber immer länger, je tiefer im Inneren des Zellhaufens eine Zelle liegt. Ab einer Schichtdicke von ca. 1 mm, der sog. kritischen Schichtdicke, verbrauchen die Zellen pro Zeit mehr Energie, als ihnen zugeführt werden kann, so dass sie an Nährstoff- und Sauerstoffmangel zugrunde gehen. Zu dieser Entwicklung trägt bei, dass auch die Entsorgung zunehmend schwieriger wird.
In größeren Zellverbänden wird die kritische Schichtdicke weit überschritten. Das Überleben des Zellhaufens wird dann dadurch ermöglicht, dass zwischen den Zellen des Verbandes eine Art Arbeitsteilung stattfindet: Einige Zellen übernehmen die Transportfunktion bei Versorgung und Entsorgung, andere spezialisieren sich auf die Verwertung der Nährstoffe, einige Zellen haben Stützfunktionen oder ermöglichen Bewegungen und wieder andere sind für die Koordination durch Informationsverarbeitung zuständig. Die Ausbildung der jeweils charakteristischen Eigenschaften von Zellen bezeichnet man als Differenzierung.
Gleichartig differenzierte Zellen liegen meist in größeren Gruppen zusammen; diesen Zellverband bezeichnet man als Gewebe. Aufbau und Eigenschaften der verschiedenen Gewebe beschreibt die Histologie.